# Ewoud van Everdingen

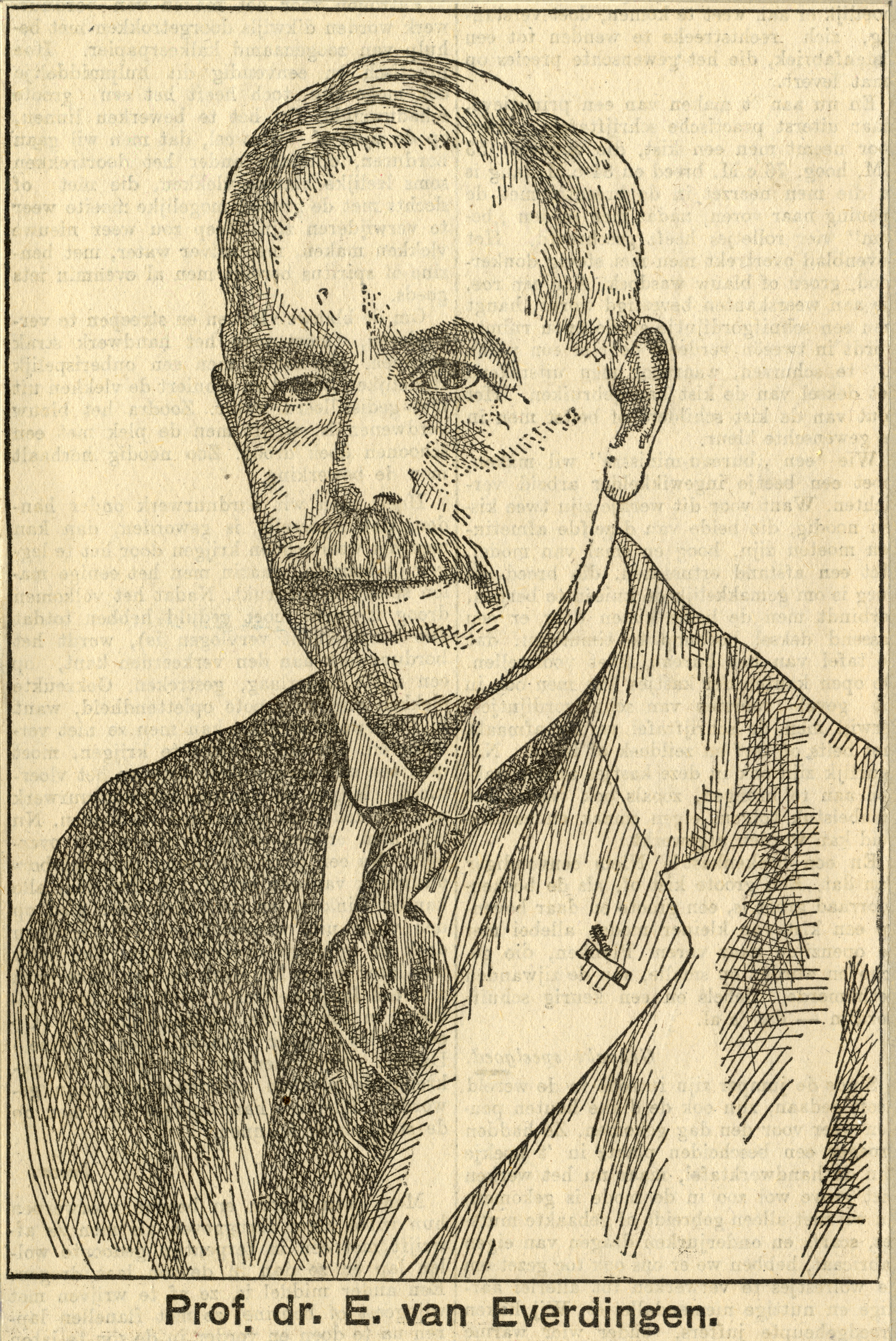
Ewoud van Everdingen.

Ewoud van Everdingen, född 26 februari 1873, död 17 juli 1955, var en nederländsk meteorolog. 
Everdingen var från 1905 föreståndare för det meteorologiska institutet i De Bilt vid Utrecht. Under hans ledning utvecklades institutet till en av de främsta aerologiska stationerna i Europa. Everdingen ägnade sig främst åt studier av optiska fenomen i atmosfären.